# 佐藤彰真
佐藤 彰真（さとう しょうま、1999年10月6日 ‐ ）は、山形県米沢市出身のプロサッカー選手。ポジションはディフェンダー（センターバック）、ミッドフィールダー（ボランチ）。
地元米沢市の「おしょうしな観光大使（観光親善大使）」も務める。

## 来歴
小学1年生からサッカーを始め、米沢フェニックスでプレー。4年生で県大会優勝を果たし、6年生の時には東北選抜のメンバーとなった。
中学校時代はアビーカ米沢FCに在籍。同クラブ第一期生として入団し、高円宮杯山形県大会優勝の実績を残している。
高校は米沢中央高等学校に進学。2年生の冬にはドイツへサッカー留学を経験している。なお高校時代まで過ごした米沢ではオフシーズンにサッカースクールを開催するなどしている。
2018年、ザスパ草津チャレンジャーズに入団した。
2019年、SC相模原U-21に移籍。
2020年、アルビレックス新潟シンガポールに移籍。
2021年、FC淡路島に移籍。
2022年、VONDS市原に移籍。
2023年、オーストリア・レギオナルリーガ（3部）のファヴォリトナーACに入団。同年7月には5部のFCビサンベルグに移籍。
2024年、佐藤大介の誘いもあり、フィリピン・フットボールリーグ（1部）のダバオ・アギラスFCに移籍。同年4月のマニラ・ディガーFC戦では初ゴールを決めている。
2024年9月、同リーグのワン・タギッグFCに移籍。

## 所属クラブ
- 米沢フェニックス（米沢市立西部小学校）
- アビーカ米沢FC（米沢市立第三中学校）
- 米沢中央高等学校
- 2018年  ザスパ草津チャレンジャーズ
- 2019年  SC相模原U-21
- 2020年  アルビレックス新潟シンガポール
- 2021年  FC淡路島
- 2022年  VONDS市原
- 2023年2月 - 同年7月   ファヴォリトナーAC
- 2023年7月 - 2024年2月  FCビサンベルグ
- 2024年2月 - 同年8月  ダバオ・アギラスFC
- 2024年9月 -  ワン・タギッグFC

## 個人成績
| 国内大会個人成績 | 国内大会個人成績 | 国内大会個人成績 | 国内大会個人成績 | 国内大会個人成績 | 国内大会個人成績 | 国内大会個人成績 | 国内大会個人成績 | 国内大会個人成績 | 国内大会個人成績 | 国内大会個人成績 | 国内大会個人成績 |
| 年度             | クラブ           | 背番号           | リーグ           | リーグ戦         | リーグ戦         | リーグ杯         | リーグ杯         | オープン杯       | オープン杯       | 期間通算         | 期間通算         |
| 年度             | クラブ           | 背番号           | リーグ           | 出場             | 得点             | 出場             | 得点             | 出場             | 得点             | 出場             | 得点             |
| シンガポール     | シンガポール     | シンガポール     | シンガポール     | リーグ戦         | リーグ戦         | リーグ杯         | リーグ杯         | シンガポール杯   | シンガポール杯   | 期間通算         | 期間通算         |
| ---------------- | ---------------- | ---------------- | ---------------- | ---------------- | ---------------- | ---------------- | ---------------- | ---------------- | ---------------- | ---------------- | ---------------- |
| 2020             | 新潟S            | 2                | プレミア         | 0                | 0                | -                | -                | 0                | 0                | 0                | 0                |
| 日本             | 日本             | 日本             | 日本             | リーグ戦         | リーグ戦         | リーグ杯         | リーグ杯         | 天皇杯           | 天皇杯           | 期間通算         | 期間通算         |
| 2021             | 淡路島           | 31               | 関西2部          | 6                | 1                | -                | -                | -                | -                | 6                | 1                |
| 2022             | V市原            | 23               | 関東1部          | 0                | 0                | -                | -                | -                | -                | 0                | 0                |
| 通算             | シンガポール     | シンガポール     | プレミア         | 0                | 0                | -                | -                | 0                | 0                | 0                | 0                |
| 通算             | 日本             | 日本             | 関東1部          |                  |                  | -                | -                |                  |                  |                  |                  |
| 通算             | 日本             | 日本             | 関西2部          | 6                | 1                | -                | -                | -                | -                | 6                | 1                |
| 総通算           | 総通算           | 総通算           | 総通算           | 6                | 1                | -                | -                | 0                | 0                | 6                | 1                |